# Vela nos Jogos Olímpicos de Verão de 2016 - 470 feminino
As provas da classe 470 feminino da vela nos Jogos Olímpicos de Verão de 2016 realizou-se entre 10 e 17 de agosto na Marina da Glória, Rio de Janeiro. Disputaram-se 11 regatas (a última de disputa das medalhas).

## Formato da competição
A prova consistiu em dez regatas preliminares e uma de discussão das medalhas (Medal Race). A posição em cada regata traduziu-se em pontos (as primeiras classificadas somavam um ponto na classificação, enquanto as 13ª, por exemplo, somavam com 13 pontos), que foram acumulados de regata a regata para obter a classificação. Só as 10 pontuações mais baixas ao fim das dez primeiras regatas avançaram para a regata das medalhas, onde os pontos obtidos juntam-se aos já acumulados.
As regatas desenrolaram-se num percurso marcado com boias (puderam haver até seis desenhados em simultâneo), que tinha que ser percorrido por uma, duas ou três voltas, consoante estabelecido pelo Comité das Regatas.

## Calendário
| Data   | Quarta 10 ago | Quinta 11 ago | Sexta 12 ago  | Sábado 13 ago | Domingo 14 ago | Segunda 15 ago | Terça 16 ago | Quarta 17 ago |
| ------ | ------------- | ------------- | ------------- | ------------- | -------------- | -------------- | ------------ | ------------- |
| Evento | Regatas 1 e 2 | Regatas 3 e 4 | Regatas 5 e 6 | Descanso      | Regatas 7 e 8  | Regatas 9 e 10 | Descanso     | Medal Race    |

## Medalhistas
O título olímpico foi conquistado pela dupla da Grã-Bretanha, que foi mais forte do que as velejadoras neozelandesas (prata) e do que a embarcação da França, que ficou com o bronze.
|  | GBR Grã-Bretanha          |  | NZL Nova Zelândia     |  | FRA França                        |
|  | Hannah Mills Saskia Clark |  | Jo Aleh Olivia Powrie |  | Camille Lecointre Hélène Defrance |

## Resultados
Estes foram os resultados da competição:
| Pos.              | País               | Timoneiro(a)         | Tripulante(s)       | Regata 1 | Regata 1 | Regata 2 | Regata 2 | Regata 3 | Regata 3 | Regata 4 | Regata 4 | Regata 5 | Regata 5 | Regata 6 | Regata 6 | Regata 7 | Regata 7 | Regata 8 | Regata 8 | Regata 9 | Regata 9 | Regata 10 | Regata 10 | MR   | MR   | Total | Pts   |
| Pos.              | País               | Timoneiro(a)         | Tripulante(s)       | Pos.     | Pts.     | Pos.     | Pts.     | Pos.     | Pts.     | Pos.     | Pts.     | Pos.     | Pts.     | Pos.     | Pts.     | Pos.     | Pts.     | Pos.     | Pts.     | Pos.     | Pts.     | Pos.      | Pts.      | Pos. | Pts. | Total | Pts   |
| Medalha de ouro   | GBR Grã-Bretanha   | Hannah Mills         | Saskia Clark        | 4        | 4.0      | 7        | 7.0      | 1        | 1.0      | 6        | 6.0      | 1        | 1.0      | 8        | 8.0      | 1        | 1.0      | 3        | 3.0      | 2        | 2.0      | 3         | 3.0       | 8    | 16.0 | 52.0  | 44.0  |
| Medalha de prata  | NZL Nova Zelândia  | Jo Aleh              | Olivia Powrie       | DSQ      | 21.0     | 1        | 1.0      | 4        | 4.0      | 1        | 1.0      | 12       | 12.0     | 21       | 21.0     | 3        | 3.0      | 1        | 1.0      | 1        | 1.0      | 4         | 4.0       | 3    | 6.0  | 75.0  | 54.0  |
| Medalha de bronze | FRA França         | Camille Lecointre    | Hélène Defrance     | 6        | 6.0      | 18       | 18.0     | 2        | 2.0      | 3        | 3.0      | 4        | 4.0      | 13       | 13.0     | 7        | 7.0      | 7        | 7.0      | 6        | 6.0      | 2         | 2.0       | 6    | 12.0 | 80.0  | 62.0  |
| 4                 | NED Países Baixos  | Afrodite Kyranakou   | Anneloes van Veen   | 15       | 15.0     | 2        | 2.0      | 8        | 8.0      | 8        | 8.0      | 14       | 14.0     | 4        | 4.0      | 11       | 11.0     | 2        | 2.0      | 3        | 3.0      | 7         | 7.0       | 2    | 4.0  | 78.0  | 63.0  |
| 5                 | JPN Japão          | Ai Kondo             | Miho Yoshioka       | 1        | 1.0      | 4        | 4.0      | 3        | 3.0      | 7        | 7.0      | 19       | 19.0     | 9        | 9.0      | 12       | 12.0     | 4        | 4.0      | 11       | 11.0     | 1         | 1.0       | 7    | 14.0 | 85.0  | 66.0  |
| 6                 | SLO Eslovênia      | Tina Mrak            | Veronika Macarol    | 2        | 2.0      | 6        | 6.0      | 5        | 5.0      | 4        | 4.0      | UFD      | 21.0     | 12       | 12.0     | 4        | 4.0      | DSQ      | 21.0     | 5        | 5.0      | 6         | 6.0       | 1    | 2.0  | 88.0  | 67.0  |
| 7                 | USA Estados Unidos | Annie Haeger         | Briana Provancha    | 7        | 7.0      | 3        | 3.0      | 10       | 10.0     | 2        | 2.0      | 5        | 5.0      | 5        | 5.0      | 2        | 2.0      | 8        | 8.0      | 8        | 8.0      | 9         | 9.0       | 10   | 20.0 | 79.0  | 69.0  |
| 8                 | BRA Brasil         | Fernanda Oliveira    | Ana Barbachan       | 5        | 5.0      | 5        | 5.0      | 13       | 13.0     | 10       | 10.0     | 2        | 2.0      | UFD      | 21.0     | 9        | 9.0      | 6        | 6.0      | 13       | 13.0     | 5         | 5.0       | 4    | 8.0  | 97.0  | 76.0  |
| 9                 | AUT Áustria        | Lara Vadlau          | Jolanta Ogar        | 3        | 3.0      | 12       | 12.0     | 12       | 12.0     | 5        | 5.0      | 6        | 6.0      | 1        | 1.0      | 5        | 5.0      | 16       | 16.0     | DSQ      | 21.0     | 14        | 14.0      | 9    | 18.0 | 113.0 | 92.0  |
| 10                | POL Polônia        | Agnieszka Skrzypulec | Irmina Gliszczyńska | 10       | 10.0     | 14       | 14.0     | 9        | 9.0      | RET      | 21.0     | 3        | 3.0      | 14       | 14.0     | 19       | 19.0     | 12       | 12.0     | 7        | 7.0      | 8         | 8.0       | 5    | 10.0 | 127.0 | 106.0 |
| 11                | CHI Chile          | Nadja Horwitz        | Sofia Middleton     | 9        | 9.0      | 11       | 11.0     | 18       | 18.0     | 16       | 16.0     | 10       | 10.0     | 2        | 2.0      | 10       | 10.0     | 10       | 10.0     | 14       | 14.0     | 15        | 15.0      | -    | -    | 115.0 | 97.0  |
| 12                | ESP Espanha        | Bárbara Cornudella   | Sara López          | 14       | 14.0     | 13       | 13.0     | 7        | 7.0      | 11       | 11.0     | 13       | 13.0     | 11       | 11.0     | 13       | 13.0     | 18       | 18.0     | 9        | 9.0      | 10        | 10.0      | -    | -    | 119.0 | 101.0 |
| 13                | RUS Rússia         | Alisa Kirilyuk       | Liudmila Dmitrieva  | UFD      | 21.0     | DSQ      | 21.0     | 6        | 6.0      | 9        | 9.0      | 11       | 11.0     | 7        | 7.0      | 18       | 18.0     | 9        | 9.0      | 12       | 12.0     | 11        | 11.0      | -    | -    | 125.0 | 104.0 |
| 14                | SUI Suíça          | Linda Fahrni         | Maja Siegenthaler   | 8        | 8.0      | 15       | 15.0     | 15       | 15.0     | 12       | 12.0     | 9        | 9.0      | 10       | 10.0     | 8        | 8.0      | 11       | 11.0     | 16       | 16.0     | 19        | 19.0      | -    | -    | 123.0 | 104.0 |
| 15                | AUS Austrália      | Carrie Smith         | Jaime Ryan          | 16       | 16.0     | 8        | 8.0      | 11       | 11.0     | 17       | 17.0     | 7        | 7.0      | 6        | 6.0      | 14       | 14.0     | 15       | 15.0     | 17       | 17.0     | 12        | 12.0      | -    | -    | 123.0 | 106.0 |
| 16                | CHN China          | Huang Lizhu          | Wang Xiaoli         | 11       | 11.0     | 10       | 10.0     | 14       | 14.0     | 13       | 13.0     | 16       | 16.0     | 16       | 16.0     | 17       | 17.0     | 13       | 13.0     | 4        | 4.0      | 16        | 16.0      | -    | -    | 130.0 | 113.0 |
| 17                | ISR Israel         | Gil Cohen            | Nina Amir           | UFD      | 21.0     | 9        | 9.0      | 19       | 19.0     | 15       | 15.0     | 17       | 17.0     | 17       | 17.0     | 15       | 15.0     | 5        | 5.0      | 10       | 10.0     | 13        | 13.0      | -    | -    | 141.0 | 120.0 |
| 18                | GER Alemanha       | Annika Bochmann      | Marlene Steinherr   | 12       | 12.0     | 16       | 16.0     | 17       | 17.0     | DNF      | 21.0     | 15       | 15.0     | 3        | 3.0      | 6        | 6.0      | 14       | 14.0     | DSQ      | 21.0     | 17        | 17.0      | -    | -    | 142.0 | 121.0 |
| 19                | ITA Itália         | Elena Burta          | Alice Sinno         | 13       | 13.0     | 19       | 19.0     | 16       | 16.0     | 14       | 14.0     | 8        | 8.0      | 15       | 15.0     | 16       | 16.0     | 19       | 19.0     | 15       | 15.0     | 20        | 20.0      | -    | -    | 155.0 | 135.0 |
| 20                | SIN Singapura      | Jovina Choo          | Amanda Ng           | 17       | 17.0     | 17       | 17.0     | 20       | 20.0     | DNF      | 21.0     | 18       | 18.0     | UDF      | 21.0     | 20       | 20.0     | 17       | 17.0     | 18       | 18.0     | 18        | 18.0      | -    | -    | 187.0 | 166.0 |

Legenda
| Recorde mundial      | Recorde mundial (World record)               |                       | Recorde africano                      | Recorde africano (African) |                                           | Q | Classificado por posição (Qualified) |
| Recorde olímpico     | Recorde olímpico (Olympic record)            | Recorde da América    | Recorde da América (Americas)         | q                          | Classificado por melhor tempo (Qualified) |   |                                      |
| Melhor marca do ano  | Melhor marca do ano (World leading)          | Recorde asiático      | Recorde asiático (Asian)              | DNS                        | Não largou (Did not start)                |   |                                      |
| Recorde nacional     | Recorde nacional (National record)           | Recorde europeu       | Recorde europeu (European)            | DNF                        | Não terminou (Did not finish)             |   |                                      |
| Recorde pessoal      | Recorde pessoal do atleta (Personal best)    | Recorde da Oceania    | Recorde da Oceania (Oceania)          | DSQ / DQ                   | Desclassificado (Disqualified)            |   |                                      |
| Recorde da temporada | Recorde da temporada do atleta (Season best) | Recorde sul-americano | Recorde sul-americano (South America) | NM                         | Sem marca (No mark)                       |   |                                      |

### Vela
| M   | Regata da Medalha da qual só participam os dez primeiros colocados das regatas anteriores  |  |  | CAN | Regata cancelada |
| BFD | Desclassificado por bandeira preta (Black Flag Disqualified)                               |  |  |     |                  |
| UFD | Desclassificado por bandeira "U" (U Flag Disqualified)                                     |  |  |     |                  |
| OCS | Largada queimada (On the Course Side of the starting line)                                 |  |  |     |                  |
| DNE | Desclassificação sem eliminação (infração a um item do regulamento da prova – Did Not End) |  |  |     |                  |